# Joaquín Pardo
Joaquín Pardo (Barranquilla, 28 de febrero de 1946-16 de octubre de 2020) fue un futbolista colombiano que jugó en la posición de centrocampista.

## Biografía
Pardo nació en Barranquilla y creció en el barrio Rebolo. Se desempeñó como centrocampista y jugó en dos ciclos en el Junior de Barranquilla, entre 1966 y 1970 y entre 1971 y 1972. Además, formó parte de la plantilla del Deportes Tolima y el Deportivo Pereira. Representó a su país en la eliminatoria para la Copa Mundial de Fútbol de 1966, en el torneo preolímpico y en los Juegos Olímpicos de 1968. Falleció el 16 de octubre de 2020 a los setenta y cuatro años.

### Participaciones en Juegos Olímpicos
| Torneo                   | Sede   | Resultado    |
| ------------------------ | ------ | ------------ |
| Juegos Olímpicos de 1968 | México | Primera fase |